# 板倉雄一郎
板倉 雄一郎（いたくら ゆういちろう、1963年12月26日 - ）は、日本の経営コンサルタント、経済評論家、著述家。
千葉県船橋市出身。

## 経歴
福島県立福島高等学校卒業。上智大学理工学部中退。
1984年2月にゲームソフト開発会社の株式会社ザップを、山名学らの協力を得て設立する。1984年に約8万9,000の加入電話が不通となった「世田谷電話局火災事故」の際に板倉の電話が混線し、同じく混線に遭遇した数人と同時に会話ができた事をヒントに、通信アプリケーションサービス会社の国際ボイスリンク株式会社を1989年12月に設立し、1990年6月から電話会議サービス開始。1991年6月、出資者との経営上の対立から国際ボイスリンクを退社し、国際ボイスリンクのサービスを発展させた、株式会社ハイパーネットを設立した。ハイパーネットではアスキーと提携して世界初のプッシュ型ダイレクト広告システムを利用した無料インターネット接続サービス「HotCafe」を展開し、ニュービジネス協議会より「ニュービジネス大賞」および「通商産業大臣賞」を受賞した。
一時はハイパーネットの経営者として成功するが、1997年にハイパーネットは倒産し、個人債務37億円で自己破産する。1998年に、経緯を纏めたノンフィクション『社長失格 ～ぼくの会社がつぶれた理由～』を著してベストセラーとなる。1999年に「板倉雄一郎事務所」を設立する。2000年2月にベンチャーキャピタル「ベンチャーマトリックス株式会社」設立する。板倉雄一郎事務所で公認会計士、弁護士、外資系金融機関勤務者らをパートナーとして、企業コンサルタント業、投資セミナー、ファイナンス教育、書籍やDVD等による啓蒙活動を展開した。2011年11月から社名を「Synergy Drive Inc.」に改め、ウェブ・サービス「Voicelink」と「iCHIMOK」の提供を開始するが「Voicelink」は2013年8月22日にサービスを停止した。
事務所ウェブサイトは2013年9月18日に更新を終了している。「Voicelink」のリリースと同時期に有料会員制「プレミアクラブ」で出資者を募り約1億円を集めるが、株主返還などの対応は無い。

## 著作

### 単書
- 『社長失格 ～ぼくの会社がつぶれた理由～』（1998年、日経BP社）
- 『ベンチャーわれ倒産す～昔、大臣賞。今、自己破産。』 （1999年、小学館）
- 『失敗から学べ！～社長失格の復活学』（2002年、日経BP社）
- 『社長失格の幸福論』（2003年、英治出版）
- 『おりこうさんおばかさんのお金の使い方』 （2005年、幻冬舎）
- 『エッセイ集Vol.1　「SMU (=Start Me Up)』（2006年）
- 『エッセイ集Vol.2　「KISS（=Keep It Simple,Stupid）」』（2006年）
- 『エッセイ集Vol.3　「Deep Kiss」』（2007年）
- 『真っ当な株式投資』（2007年、日経BP社）
- 『社長復活』（2013年、PHP研究所）

### 共著
- 『敗者復活の経営学―チャレンジを続ける人だけが成功する』（米倉誠一郎共著、2001年、PHP研究所）

## DVD
- お金と経済の本質
- Discounted Cash Flow 入門
- 株式投資の心得
- 会計基礎入門
- 財務オペレーションと企業価値